# Paul Dzeruvs
Paul Michael Dzeruvs Sosa (n. Montevideo, Uruguay, 1 de noviembre de 1988) futbolista uruguayo juega de delantero del Club Social y Deportivo Villa Española.
Con apenas 17 años se inició en la Primera División de Uruguay. Más adelante representando al equipo Rampla Juniors, con la velocidad que lo caracteriza le convirtió goles a los dos equipos más grandes de su país, Nacional y Peñarol. Llegando a miradas extranjeras fue que dio un paso internacional por uno de lo grandes equipos de Chile, Everton.

## Clubes
| Club                    | País    | Año           | Partidos | Goles |
| ----------------------- | ------- | ------------- | -------- | ----- |
| Rampla Juniors          | Uruguay | 2009-2012     | 58       | 4     |
| Everton de Viña del Mar | Chile   | 2013          | 4        | 0     |
| Rampla Juniors          | Uruguay | 2013-2015     | 47       | 6     |
| Deportivo Maldonado     | Uruguay | 2015-2016     | 17       | 1     |
| Villa Española          | Uruguay | 2015-2019     | 56       | 14    |
| Villa Teresa            | Uruguay | 2019          | 19       | 0     |
| Colón                   | Uruguay | 2020-presente | 20       | 4     |
| Total carrera           |         |               | 203      | 25    |